# کاسترییو ماتاخودیس
کاسترییو ماتاخودیس (به اسپانیایی: Castrillo Matajudíos) یک شهرستان در اسپانیا است که در کاستیا و لئون واقع شده‌است.

## خصوصیات
کاسترییو ماتاخودیس ۲۲ کیلومترمربع مساحت و ۶۴ نفر جمعیت دارد و ۷۹۱ متر بالاتر از سطح دریا واقع شده‌است.